# Hancock County, Kentucky
Hancock County är ett administrativt område i delstaten Kentucky, USA, med 8 565 invånare. Den administrativa huvudorten (county seat) är Hawesville. 

## Geografi
Enligt United States Census Bureau så har countyt en total area på 515 km². 489 km² av den arean är land och 26 km² är vatten. 

### Angränsande countyn
- Spencer County, Indiana - nordväst
- Perry County, Indiana - nordost
- Breckinridge County - sydost
- Ohio County - syd
- Daviess County - väst